# Alexandra Höffgen

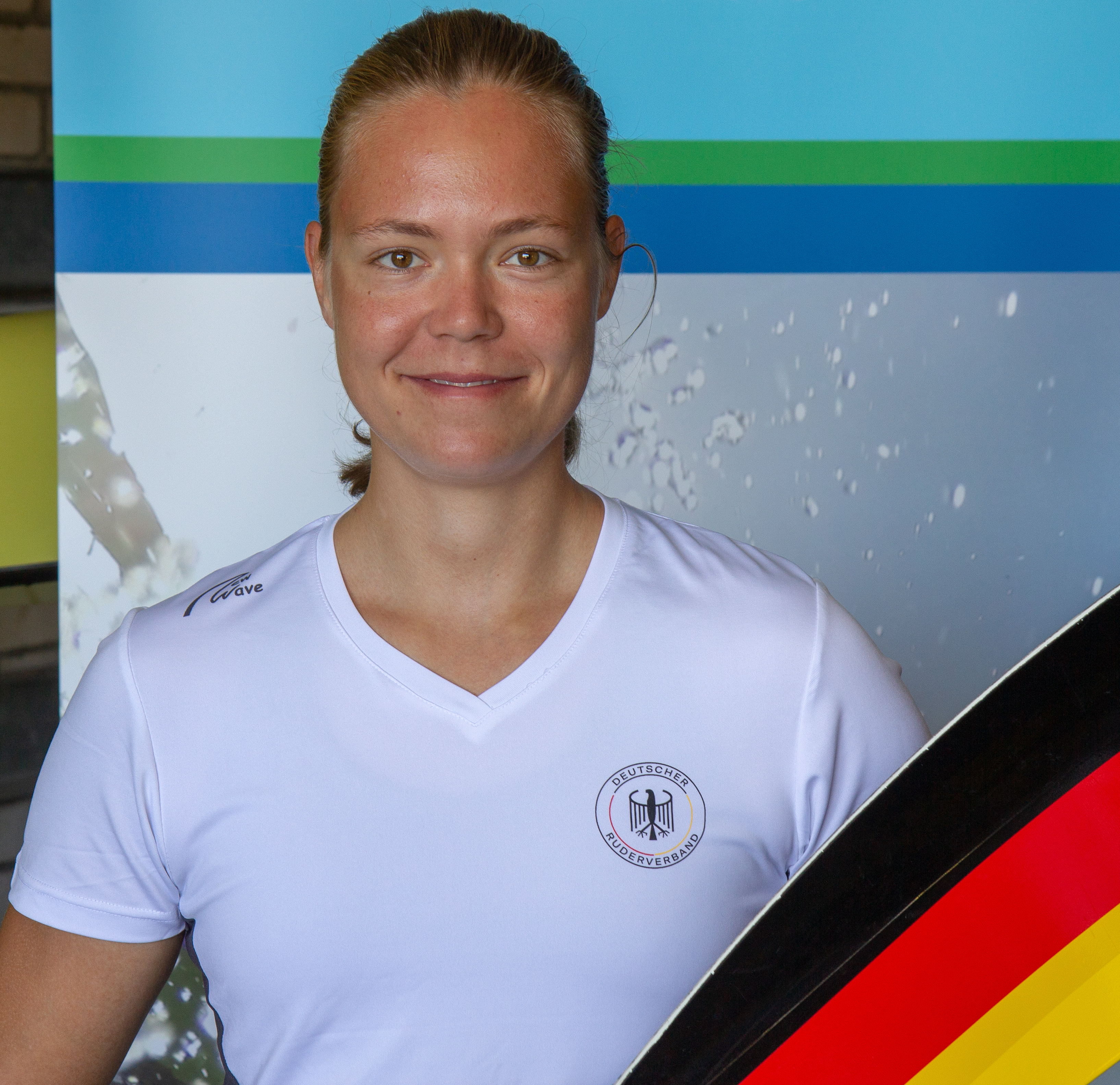
Alexandra Höffgen (2018)

Alexandra Höffgen (* 29. Oktober 1993 in Dortmund) ist eine deutsche Ruderin.

## Sportliche Karriere
Höffgen begann ursprünglich ihre Karriere als Basketballspielerin. Sie schaffte es in den Kader der Bundesliga-Truppe und nahm 2010 an den Olympischen Jugendspielen in Singapur teil. Während der Rekonvaleszenz nach einem Kreuzbandriss im Februar 2011 begann sie mit dem Rudersport. 2013 belegte sie mit dem deutschen Achter den dritten Platz bei den U23-Weltmeisterschaften. 2014 gewann sie mit dem Achter Bronze bei den Europameisterschaften in Belgrad. Bei der U23-Weltmeisterschaft konnte sie erneut die Bronzemedaille im Achter gewinnen. Bei den Weltmeisterschaften 2014 trat sie im Vierer ohne Steuerfrau an und belegte den neunten Platz. 2015 ruderte Höffgen nur im Achter, sie belegte den vierten Platz bei den Europameisterschaften in Posen und den zehnten Platz bei den Weltmeisterschaften. 2016 folgte der fünfte Platz bei den Europameisterschaften und der Qualifikationsregatta für die Olympischen Spiele. 2018 belegte sie mit dem Vierer ohne Steuerfrau den sechsten Platz bei den Europameisterschaften und den zwölften Platz bei den Weltmeisterschaften. Ein Jahr später erreichte der Vierer ohne mit einem Sieg im B-Finale den siebten Platz bei den Europameisterschaften. Bei den Weltmeisterschaften musste sich die Mannschaft mit dem 16. Platz zufriedengeben. Zusätzlich ersetzte Höffgen noch im Achter die erkrankte Schlagfrau Charlotte Wesselmann im B-Finale. Hier belegte der Achter am Ende den zehnten Platz. Bei den Europameisterschaften 2020 konnte sie im Achter die Silbermedaille gewinnen, hinter den Rumäninnen.
Die 1,87 m große Alexandra Höffgen startet für den Neusser Ruderverein. 2016 und 2017 war sie mit einer Renngemeinschaft deutsche Meisterin im Achter. 2018 und 2019 waren Sophie Oksche und Alexandra Höffgen Deutsche Meisterinnen im Zweier ohne Steuerfrau.